# Kastelo de Prelongo
Kastelo de Prelongo (Le Château de Prélong) est un roman originellement écrit en espéranto par Henri Vallienne sorti en 1907.

## Résumé
Un serviteur du marquis de Prélong en Normandie, par des manœuvres habiles et discrètes dépossède ses maîtres et permet ainsi l'ascension sociale de sa famille, au point que son fils Victor ambitionne d'épouser Mathilde, la fille du marquis. Entré dans l'armée, son courage lui vaut une carrière fulgurante : il devient capitaine et espère par son titre d'officier compenser les titres de noblesse qui lui manquent. Cependant, la demande en mariage est rejetée sans ménagement, et le jeune homme jure de se venger de cet affront.
Faisant espionner Mathilde, il apprend qu'elle visite une maison du bord de mer, où son amie Valentine doit accoucher en secret. Victor - aidé de Dupont et de son amie Joséphine - enlève le bébé, dans le but de faire chanter Mathilde. Ce faisant ils sauvent la vie du bébé, car justement cette nuit-là, une tempête balaie la maison dans la mer. Mathilde épouse Gaston, duc de Blasane, mais immédiatement après la cérémonie, on retrouve dans l'église une corbeille contenant le bébé de Valentine, avec un petit mot assurant que Mathilde est la mère de cet enfant. Cette dernière reconnaissant le bébé ne veut pas nier, car elle a promis à Valentine de ne jamais trahir son secret.
Désespéré, Gaston se suicide, laissant ainsi la voie libre au père présumé du bébé. Victor, usant de menaces contre le bébé et contre les parents de Mathilde parvient à ses fins et finit par épouser cette dernière. Mais c'est à contre-cœur qu'elle accepte, et quant à « accomplir ses devoirs conjugaux », elle refusera avec la dernière obstination de céder aux pressions de Victor (qui ira jusqu'à l'enfermer pour briser sa volonté).
Deux ans plus tard, Valentine, sauvée par des marins américains, réapparait. Gaston est également vivant, sa mort apparente n'étant que l'effet d'une maladie dont il souffre depuis l'âge de seize ans. Victor est chassé, ses manœuvres sont démasquées, et Mathilde retourne auprès de son vrai mari.

## Critique
Publié vingt ans après la naissance de l'espéranto, il a essentiellement une valeur historique, puisque l'on considère cet ouvrage de plus de cinq-cents pages comme le premier roman écrit dans la langue de Zamenhof. Pour autant, certains refusent de lui reconnaître une quelconque valeur littéraire.
La critique est donc très partagée vis-à-vis de ce roman. À l'enthousiasme des premiers lecteurs : « J'ai été très ému en recevant le gros volume. Des amours, mais pas de salon et très convenues, non, des passions sauvages, amour, sang et larmes, flammes magnifiquement débridées. Pas de description superflue ni de dissertation philosophique. Une prose vive et rapide dans le style clair d'une langue simple. » (R. Deshays, L I, 1907, p. 473.), succède plus d'exigeance : « À vrai dire, le contenu de ses romans n'est pas très inspiré. Ils appartiennent à la plus basse espèce du roman-feuilleton, avec crime, incendie, mystères, jeune noble déflorée (le Château de Prélong) [...] - le tout rempli de surprises, dépourvu de la plus élémentaire psychologie, relevé çà et là d'allusions sensuelles. Seules sont dignes d'intérêt les parties ou l'auteur dévoile sa profession par des dissertations médicales. Le style est simple, un peu journalistique: ces livres font apparaître un apprentissage insuffisant de la langue, une assimilation superficielle de l'esprit de l'espéranto. » (G. Waringhien, Enciklopedio de Esperanto, 1934, p. 557)